# Белл-Гарденс
Белл-Гарденс (англ. Bell Gardens) — город в округе Лос-Анджелес, штат Калифорния, площадь которого равняется 6,44 км².
Белл-Гарденс (наряду с Инглвудом, Гардиной, Коммерсом и Хавайан-Гарденсом) является одним из пяти городов округа, в котором разрешены казино.

## История
История города Белл-Гарденс насчитывает тысячи лет. Изначально эти земли населяли коренные американцы, затем местность перешла в руки Испанской империи (1509—1823), Мексиканского правительства (1823—1848) и, наконец, Соединенных Штатов в 1848 году в ходе Американо-мексиканской войны.
Во времена испанского правления солдат и аристократ Дон Антонио Мария Луга (1775—1860) поселился на территории величиной в 30 тысяч акров, в которую входила и нынешняя территория города Белл-Гарденс (а также городов Белл, Вернон, Коммерс, Кудаи, Линвуд, Мейвуд, Саут-Гейт, Уолнат-Парк и Хантингтон-Парк). В 1810 году король Испании официально даровал эти земли Луге в качестве награды за его военную службу. Эта огромная территория получила название Ранчо Сан-Антонио. Также, в период с 1816 по 1819 годы, Луга был мэром маленького городка Лос-Анджелес. Антонио Мария Луга скончался в 1860 году в возрасте 85 лет. К 1865 году материальное состояние семьи Луга ухудшилось и им пришлось продать большинство своих территорий по цене менее доллара за один акр.
После переименования соседнего населенного пункта в Белл, часть прилегающих к нему территорий получила название Белл-Гарденс. В 1927 году фирма «Firestone Tire Company» купила эти земли по семь тысяч долларов за акр. С 1930-го начинается постройка доступного жилья в этом районе.
Период Первой и Второй мировых войн принес в Белл-Гарденс несколько оборонных заводов, которые стабилизировали экономическую ситуацию в поселении. В результате в Белл-Гарденсе началось строительство новых домов и школ.
Статус города был получен Белл-Гарденсом 1 августа 1961 года.

## География
Площадь города составляет 6,44 км².
Белл-Гарденс граничит с Беллом и Кудаи на западе, с Коммерсом на севере и северо-востоке, с Дауни на юго-востоке и с Саут-Гейтом на юго-западе.

## Демография
По данным переписи 2000 года, численность населения составила 44 054 человека. Плотность населения равна 6 842,2 человек на км². Расовый состав следующий: 48,08% белых, 1,66% коренных американцев, 0,97% афроамериканцев, 0,61% азиатов, 0,10% жителей тихоокеанских островов, 43,88% других рас.

## Образование
В Белл-Гарденсе расположены шесть начальных, две средние, одна высшая школы, а также одна школа для взрослых.